# Каширська (станція метро)

Схема колійного розвитку станції Каширська

55°39′18″ пн. ш. 37°38′55″ сх. д. / 55.65500° пн. ш. 37.64861° сх. д.
«Каширська» (рос. Каширская) — кросплатформовий пересадний вузол Замоскворіцької і Великої кільцевої ліній Московського метрополітену. 
Для Замоскворіцької лінії «Каширська» розташована між станціями «Коломенська» і «Кантемировська». 
З 20 листопада 1995 по 26 жовтня 2019 роки також ще обслуговувала скасовану Каховську лінію, для якої була східною кінцевою.
1 березня 2023 року відкрита і у складі Великої кільцевої лінії.
Обидві зали станції знаходяться на території районів Москворіччя-Сабурово та Нагатіно-Садовники Південного адміністративного округу міста Москви. Оскільки зали розділені на суміщення обох ліній, їх часто розрізняють як «східний» і «західний», по типу ж обидва вони ідентичні іншим колонним станціям мілкого закладення .
«Каширська» є першою спроектованою, але останньою повністю реалізованою кросплатформовою пересадкою в Московському метро (до відкриття другої дільниці станції «Парк Перемоги» наприкінці 2013 року).

## Історія
«Каширська» була відкрита 11 серпня 1969 року в складі дільниці «Автозаводська» — «Каховська». Назва станції дано по Каширському шосе, що знаходиться на поверхні.
Спочатку на станції діяло тільки дві колії (друга і третя), забезпечуючи рух по Горьківсько-Замоскворецькій лінії від «Річкового вокзалу» до «Каховської». Після відкриття у 1984 році дільниці «Каширська» — «Орєхово» (пізніше — до «Красногвардійської») з вилковим рухом було задіяно першу колію. 1995 року був побудованиц оборотний тупик і зі складу Замоскворецької лінії була виділена нова Каховська лінія (організаційно залишаючись частиною Замоскворецької, використовуючи з нею одне депо і загальне диспетчерське управління). З цього моменту на станції задіяні всі чотири колії.

## Вестибюлі і пересадки
На станції здійснювалася кросплатформова пересадка між Замоскворіцькою і Каховською лініями, станції сполучені відразу трьома переходами з однієї платформи на іншу. Причиною є не завантаженість або необхідність, а простота конструкції: платформи сполучаються двома переходами в загальних вестибюлях і третім сходовим переходом посередині станції.
У східному залі одна колія обслуговує потяги Замоскворецької лінії, які прямують у бік станції Ховрино з боку «Алма-Атинської», а друга — потяги з депо «Замоскворіцького» в бік «Ховрино». Плановано що по ньому поїдуть поїзди в бік станції Великої кільцевої лінії Кленовий бульвар.
У західному залі одна колія обслуговує потяги Замоскворіцької лінії, які прямують у бік станції «Алма-Атинська» або в депо «Замоскворіцьке», а друга колія не працює для пасажирів після закриття Каховської лінії. Плановано що по ньому поїдуть поїзди в бік станції «Варшавська» що реконструюється вже Великої кільцевої лінії.

## Колійний розвиток
Станція з колійним розвитком — 5 стрілочних переводів, двоколійна ССГ до Великої кільцевої лінії і 1 станційна колія для обороту та відстою рухомого складу.

## Технічна характеристика
Конструкція станції — двозальна колонна станція мілкого закладення, виконана як єдина конструкція (глибина закладення — 7 метрів). Кожен із залів виконаний як колонна трипрогінна станція мілкого закладення і споруджена за типовим проектом зі збірного залізобетону. Зали розділені колійною стіною і з'єднані перехідним містком. У кожному залі є два ряди по 38 квадратних колон. Крок колон — 4 метри. Відстань між осями рядів колон — 5,9 метра.

## Наземний транспорт
- Автобуси: 148, 150, 162, 164, 192, 220, 263, 269, 275, 280, 298, 299, 415, 487, 607, 608, 701, 709, 738, 742, 820, 901, 907, 908, КМ (Ках), с8, т11, т67, т71, н13, ДП23

## Оздоблення
- Східний зал: Колони оздоблені сірим мармуром. Підлога викладена сірим гранітом . Колійні стіни оздоблені блакитною керамічною плиткою і прикрашені художніми вставками на тему «Життя країни» (скульптор З. М. Вєтрова).
- Західний зал: Колони оздоблені червоно-коричневим мармуром (через що для відмінності цей зал називають «Каширська-червона», на відміну від «Каширської-сірої» — східного залу), підлога викладена сірим гранітом.